# Milt Raskin
Milton „Milt“ Raskin (* 27. Januar 1916 in Boston; † 16. Oktober 1977 in Los Angeles) war ein US-amerikanischer Pianist, Liedtexter und Arrangeur in den Bereichen Jazz, Exotica und Filmmusik.

## Leben
Milt Raskin lernte als Kind zunächst Saxophon und wechselte mit elf Jahren zum Piano. In den 1930er Jahren studierte er am New England Conservatory of Music und arbeitete dann zunächst bei einer lokalen Radiostation im Raum Boston, bevor er nach New York City zog, wo er 1937 bei Wingy Manone, 1938/39 bei Gene Krupa and His Orchestra spielte. Danach gehört er den Bands von Teddy Powell und Alvino Rey an, bevor er kurz wieder bei Krupa arbeitete; von 1942 bis 1944 spielte er im Orchester von Tommy Dorsey („I’ll Never Smile Again“). Danach zog er nach Los Angeles, wo er nur noch gelegentlich mit Jazzmusikern spielte, wie mit 1945 bei einem Jazz at the Philharmonic mit Billie Holiday, Howard McGhee und Charles Mingus sowie mit Artie Shaw und Georgie Auld; hauptberuflich war er als Studiomusiker und musikalischer Direktor bei MGM und später bei Capitol tätig. 1945 nahm er die 78er „Nola“ mit seinen Milt Raskin's Hollywood Ragtimers auf. Im Laufe seiner Karriere wirkte er als Pianist auch an Aufnahmen von Ziggy Elman, Jimmy Mundy, Anita O’Day und Charlie Ventura mit.
In den Hollywood-Studios leitete Raskin Ensembles bei Plattenaufnahmen von Künstlern wie Peggy Lee, Nat King Cole, Vic Damone und arbeitete als Arrangeur mit Bill Russo, Billy Strayhorn, André Previn, Nancy Wilson und Stan Kenton, bei dessen Produktion Artistry in Voices and Brass (1963) er auch als Liedtexter fungierte. Mit einigen Studioproduktionen etablierte sich Raskin als Vertreter des Exotica-Stils, zu hören auf den Alben Exotic Percussion (Kapu) (Crown) oder Exotic Tahiti. Daneben wirkte er an zahllosen Film- und Fernsehmusiken mit, so für die Serien Gnadenlose Stadt und Auf der Flucht, für dessen Titelmelodie „Somewhere in the Night“ er den Liedtext schrieb, sowie mit seinen Arrangements für die Soundtracks von Lawrence von Arabien (1962) und Michelangelo – Inferno und Ekstase (1965).
Songs, zu denen Raskin die Liedtexte beitrug, waren „The Game of Love“, komponiert von Armando Peraza, „Because I Love Him So“ und „Boston Beans“ von Peggy Lee und „Lost in a Summer Night“ von Andre Previn.